# Orizona

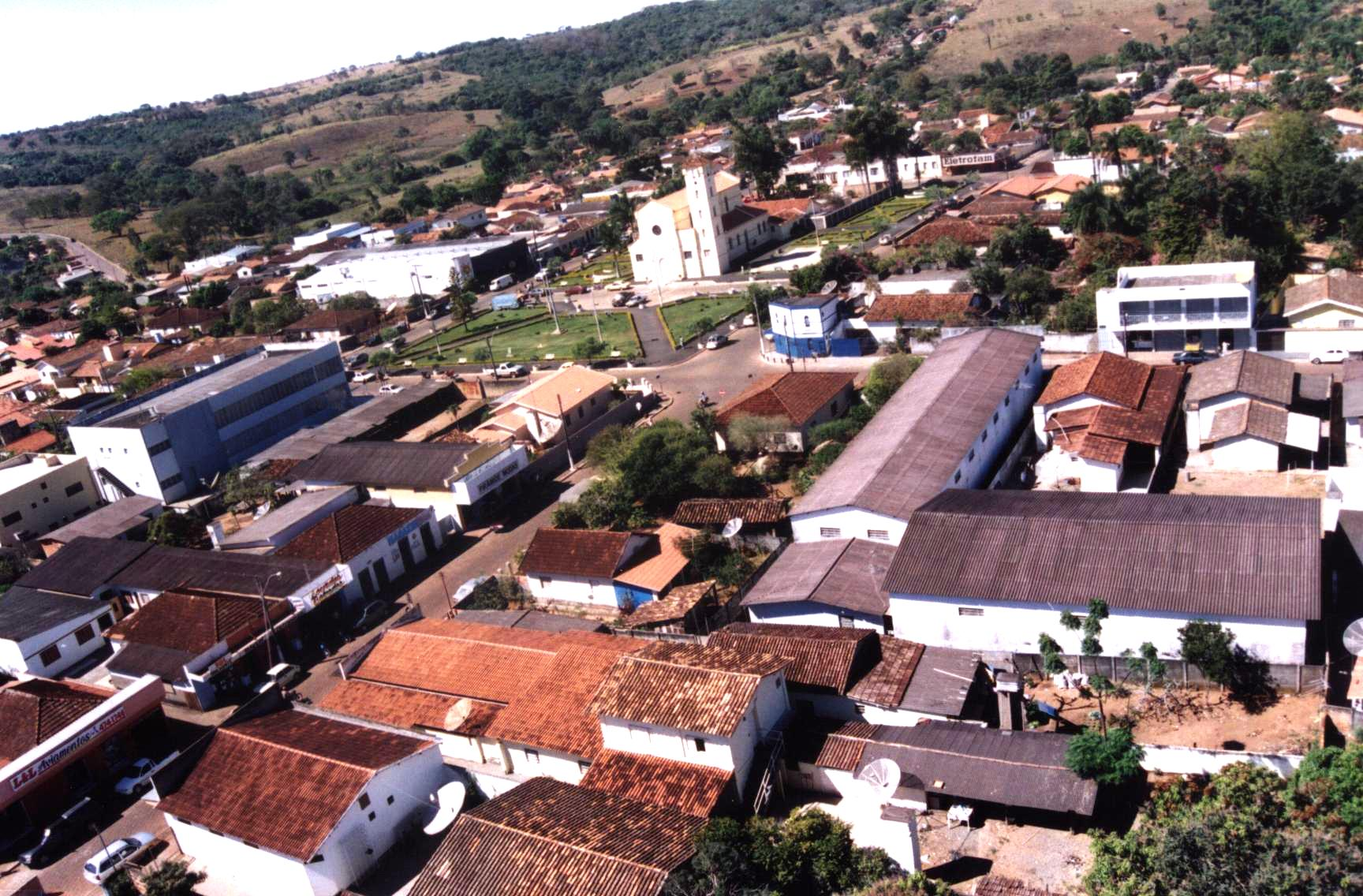
Imagem aérea da cidade de Orizona

Orizona é um município brasileiro do estado de Goiás. Sua população estimada em 2009 foi de 15.201 habitantes.
É conhecida por ser uma das maiores bacias leiteiras do estado, com leite produzido por dois mil pequenos pecuaristas. Além disso, o município também é grande produtor de cachaça, havendo cerca de 40 alambiques artesanais em seu território.

## História
Orizona, antiga Capela dos Correas, depois Campo Formoso e posteriormente Orizona, edificada à margem direita do Ribeirão Santa Bárbara, afluente do Rio Corumbá, foi fundada por Joaquim Fernandes de Castro e José Pereira Cardoso e Fulgêncio de Souza França que, em 1850, deram começo aos trabalhos de construção de uma capela dedicada a Nossa Senhora da Piedade.
É desconhecida a primeira imigração. De Minas Gerais vieram agricultores entre 1840 e 1850, começando, assim, o povoamento. Destaca-se nesse movimento fundador, o cidadão Fulgêncio de Souza França, dentre outros migrantes do Alto Paranaíba - MG. Edificada a capela, formou-se o povoado pertencente ao Município de Santa Cruz (hoje Santa Cruz de Goiás).
Em 1890, foi o povoado erguido em distrito com a denominação de Capela de Nossa Senhora da Piedade de Campo Formoso. Graças ao desenvolvimento, foi elevado à categoria de Vila em 12 de julho de 1906, pela Lei nº 277, instalada a 15 de outubro do mesmo ano, já com a denominação de Campo Formoso. A categoria de Cidade lhe foi dada pela Lei nº 347, de 8 de julho de 1909.
Pelo Decreto-Lei Estadual nº 8305, de 31 de dezembro de 1943, o Município de Campo Formoso passou a denominar-se "Orizona" - termo do latim que significa "Região do Arroz". O termo surgiu da junção do prefixo "Oriza", que significa Arroz, e do sufixo "Zona", que significa Região. Quando o município foi nomeado como Orizona, este era um dos grandes produtores de arroz do estado de Goiás.

### Formação administrativa
Podemos resumir a formação administrativa do município nos seguintes passos:
- 1906, 12 de julho: elevado à categoria de vila e distrito, com a denominação de Campo Formoso, pela Lei Estadual nº 277.
- 1909, 8 de julho: elevado à categoria de município, pela Lei Estadual nº 347.
- 1911: nas divisões territoriais, o município consta como constituído do Distrito Sede.
- 1936: nas divisões territoriais, o município consta como constituído de dois distritos: Campo Formoso e Ubatã.
- 1938, 31 de outubro: extinto o Distrito de Ubatã, pelo Decreto-Lei Estadual nº 1233.
- 1943, 31 de dezembro:  mudança de nome, de Campo Formoso para Orizona, pelo Decreto-Lei Estadual nº 8305.
- 1950, 1 de julho: nas divisões territoriais, o município consta como constituído do Distrito Sede.
- 1976, 14 de maio: é criado o Distrito de Alto Alvorada, pela Lei Estadual nº 8111.
- 1979, 1 de janeiro: em divisões territoriais, o município consta como constituído de dois distritos: Orizona e Alto Alvorada.

## Geografia
O município de Orizona está localizado na mesorregião do Sul goiano, na microrregião de Pires do rio (Sudeste do estado de Goiás), também denominada região da Estrada de Ferro, estando a sede distante 135 km da capital do estado, Goiânia.  O município é limítrofe de Luziânia, Silvânia, Vianópolis, Pires do Rio, Ipameri e Urutaí. A vegetação predominante é o cerrado, variando do campo cerrado até o cerradão, recortado por matas secas e de veredas. Os solos predominantemente são os latossolos, caracterizados pela profundidade, acides, bem drenados e pouco inclinados. Ocorrendo regiões de solos com grande fertilidade (culturas), mas com topografia mais acidentada. O relevo é caracterizado por terrenos planos, entrecortado por serras, típico do Planalto Goiano. O clima da região é o tropical sazonal de inverno seco, com temperaturas médias em torno de 22 - 23 °C. e precipitação média anual de aproximadamente 1300 mm, concentradas entre os meses de outubro e março. A região é drenada pela bacia hidrográfica do Paraná, cortada pelo Rio Corumbá e seus afluentes e subafluentes. Destacam-se o rio Piracanjuba e o rio do Peixe, e os ribeirões Santa Barbara, Santana, Cachoeira e Santo Inácio.

## Economia
A Economia de Orizona é baseada principalmente na Pecuária leiteira, agricultura e produção de mel e cachaça. O município representa uma das maiores bacias leiteira do Estado de Goiás, ocupando atualmente o 1º lugar. Os pequenos pecuaristas vendem seu leite para empresas como Laticínios JL Ltda a qual detêm as marcas Valeza e Vale do Orizona e é o maior receptor do leite do município. O leite também é comercializado pela Itambé, Italac e Cooperativa Mista Agropecuária dos Produtores Rurais de Orizona (Coapro).

## Política

### Histórico e Lista de Ex Prefeitos
Orizona, antes de 1906 fora governada pelo Conselho da Intendência Municipal Provisório de Campo Formoso e estes são os primeiros intendentes nomeados:
- José Antonio Jannuzzi
- Moysés G. de Araujo
- Hemenegildo Lobo Alf.

Orizona, a partir de 1906 foi governada pelos presidentes do Conselho da Intendência Municipal de Campo Formoso e por Intendentes nomeados, dentre eles:
- José da Costa Pereira Sobrinho
- Antenor Pinheiro
- Joaquim Jorge Teixeira França
- Públio de Souza
- Cel. Pio José da Silva
- Salviano Pedro Borges
- Herculano de Souza Pereira
- Livertino Leão Sobrinho
- José Albino de Oliveira
- Nelson Costa Campos
- Idomenêo Marques de Araújo Valle (irmão do poeta Leo Lynce)
- Maurity Silva
- Euclides Tolentino Bretas
- Jeremias Fernandes de Castro
- Aguinaldo França(Guinú)
- Joel de Andrade
- Alpheu Pereira Caixeta
- Edmundo Marinho

A partir de 1936 passou a ser governada por prefeitos municipais eleitos.
| Prefeitos                               | Duração   |
| --------------------------------------- | --------- |
| Egerinêo Teixeira                       | 1936/1938 |
| José da Costa Pereira                   | 1939/1946 |
| Rodolfo Fernandes de Castro             | 1947/1950 |
| Luiz Inácio Martins Araújo(Dr. Pila)    | 1951/1954 |
| Pedro Ribeiro Correa                    | 1955/1958 |
| Realino Nunes de Paula                  | 1959/1960 |
| Antônio de Paiva                        | 1961/1965 |
| José Marçal da Silveira                 | 1966/1969 |
| Joaquim Pereira de Freitas              | 1970/1972 |
| Benedito Pereira de Mesquita            | 1973      |
| Paschoalino Mota                        | 1973/1976 |
| José Marçal da Silveira²                | 1977/1982 |
| Joaquim Pereira de Freitas²             | 1983/1988 |
| Idalicio Leandro Teixeira - (PFL)       | 1989/1992 |
| Délico Machado da Silva - (PFL)         | 1993/1996 |
| Anteres Vieira Pereira - (MDB)          | 1997/2000 |
| João Bosco Mesquita - (MDB)             | 2001/2004 |
| Itamar Dias Teixeira - (PP)             | 2005/2008 |
| Felipe Antônio Dias - (MDB)             | 2009/2012 |
| Felipe Antônio Dias² - (reeleito) (MDB) | 2013/2016 |
| Joaquim Augusto Marçal - (PSDB)         | 2017/2020 |
| Felipe Antônio Dias - (MDB)             | 2021/2024 |

### Administração Atual 2021/2024
- Prefeito: Felipe Antônio Dias (MDB)
- Vice-Prefeita: Rui Castro (MDB)

.
- Secretários Municipais:
- Fátima Borges de Lima                                  - Secretária de Administração
- Ubirajara Jose da Silva Filho                         - Secretário de Finanças
- Hernane Rodrigues Avelar                             - Secretário de Saúde
- Paulo Acácio de Sousa                                  - Secretário de Controle Interno
- Divino Jose Nunes Borges                             - Secretário de Meio Ambiente
- Wilton Vieira Martins                                      - Secretário de Infraestrutura e Serviços Urbanos
- Rinaldo Antonio da Costa                              - Secretário de Esporte, Lazer e Juventude
- Maria das Graças de Castro Lucas                - Secretária de Educação
- Marcos Ítalo Carvalho Canuto                        - Secretário de Assistência Social, Cultura e Turismo
- Katya Helou Candido de Paula Freitas Ramos Bastos - Gestora do ORIZONA PREV

.
- Vereadores:
- Flávio Dias da Silva (PSB)
- João Lucas Teixeira (MDB)
- Nagib Issa Duarte (PSDB)
- Osvaldo Peixoto da Silva (PODE)
- Roseli Gonçalves Caixeta Mesquita (DEM)
- Sebastião Nunes Fernandes - Zico Policial (PSDB)
- Ulysses dos Reis Castro (MDB)
- Rivadávia Jaime - Dr. Riva (MDB)
- Waldivino de Freitas Lemes - Vino do Bar (PP)                                                      .

## Filhos Ilustres de Orizona
O município também tem seus destaques na Arte. Talentos na música, a exemplo da cantora e compositora evangélica de grande renome no cenário gospel nacional Alda Célia, nascida em Orizona; e de duplas da música sertaneja como Renato e Raphael, João Cleyton e Jociano, e Léo de Castro da Banda Nechivile, Rafael Leão Mesquita da dupla Alisson e Thiago, entre outros reconhecidos nacionalmente. Na literatura, nomes como o de Olímpio Pereira Neto, Sônia Maria Ferreira e Edir Gonçalves, figuram entre os grandes escritores goianos, com inúmeros livros e artigos publicados.
Um dos mais importantes nomes do teatro em Goiás, Cici Pinheiro, que morreu em 2002, é natural de Orizona. Nascida em 5 de Junho de 1929, Cici lutou com as armas que tinha para conquistar o seu espaço no teatro, rádio e depois na TV. O talento, herdado da mãe Julieta de Resende Pinheiro, conhecida em Orizona como oradora e atriz de peças montadas pelos grupos amadores da cidade, levou-a à carreira profissional de atriz, autora e diretora. Dona de um gênio forte e sem papas na língua, Cici Pinheiro fazia e dizia o que queria numa época em que as mulheres não tinham tanta liberdade assim. Pioneira do rádio e da TV, a atriz protagonizou os primeiros beijos em cena nos idos dos anos 1950 com o ator William Aia na peça Deslumbramento, dirigida por João Ângelo La Banca, de São Paulo.
Outra grande figura orizonense e de grande destaque no meio religioso é Dom Antônio Ribeiro de Oliveira, que também é natural de Orizona. Sendo este, à 30 de outubro, nomeado pelo então Santo Padre João Paulo II, Arcebispo de Goiânia.
Na área esportiva, um filho de grande renome e que vem se destacando em todo cenário nacional é o árbitro de futebol André Luiz de Freitas Castro eleito por 5 anos consecutivos como o melhor árbitro do Estado de Goiás (2006, 2007, 2008, 2009 e 2010). Atualmente, integra o quadro da CBF, conquistando no ano de 2010 a condição de aspirante a árbitro FIFA. Desde que se iniciou a carreira vem apitando vários jogos importantes do futebol regional e nacional, como várias finais do Campeonato Goiano, jogos importantes pela Copa do Brasil e Campeonato Brasileiro da Séries B, tendo também no ano de 2010 se consolidado à apitar partidas dos grandes times do nosso futebol, pelo Campeonato Brasileiro da Série A. Em 2011, já consolidado no cenário nacional, apitou a partida épica entre Santos e Flamengo, pelo Brasileirão, onde foi notícia por todo o mundo.
No cenário politico, Orizona se destaca com dois grandes senadores, sendo eles: José da Costa Pereira, com mandato de 1951-1960, e Lázaro Ferreira Barboza, de 1975 a 1983, sendo este último também Ministro da Agricultura, no período de 1992 a 1993.
Orizona destaca-se também pela força de entidades representativas como cooperativas, sindicatos e associações. Só para exemplificar algumas, temos o Centro Social Rural, a Coapro (Cooperativa Agropecuária), a Sede da CRESOL GOIÁS, o Sicredi, Sindicato Rural, Sindicato dos Trabalhadores Rurais, Escola Família Agrícola de Orizona e dezenas de associações como a APAMAC e APAMORA.